# Björkedal
Björkedal is een plaats in de gemeente Hässleholm in het Zweedse landschap Skåne en de provincie Skåne län. De plaats heeft 58 inwoners (2005) en een oppervlakte van 14 hectare.